# Šilpa šastra
Šilpa šastra (sanskrt शिल्प शास्त्र śilpa śāstra) dobesedno pomeni »znanost šilpa« (umetnost in obrt). To je starodavni krovni izraz za številna hindujska besedila, ki opisujejo umetnost, obrt in njihova pravila, načela in standarde oblikovanja. V kontekstu hindujske tempeljske arhitekture in kiparstva so bili Šilpa šastra priročniki za kiparstvo in hindujsko ikonografijo, ki so med drugim predpisovali proporce kiparske figure, kompozicijo, principe, pomen, pa tudi pravila arhitekture.
Tradicionalno je naštetih štiriinšestdeset tehnik za takšne umetnosti ali obrti, včasih imenovane bāhya-kalā - 'zunanje ali praktične umetnosti', vključno s tesarstvo, arhitektura, nakit, kovaštvo, igra, ples, glasba, medicina, poezija itd., poleg šestdesetih še štiri abhjantara-kalā ali 'skrivne umetnosti', ki vključujejo predvsem erotične umetnosti, kot so poljubljanje, objemanje itd. (Monier-Williams s.v. śilpa).
Medtem ko sta Šilpa in Vastu šastra v sorodu, se Šilpa šastra ukvarja z umetnostjo in obrtjo, kot so oblikovanje kipov, ikon, kamnitih fresk, slikanje, mizarstvo, lončarstvo, nakit, umiranje, tekstil in drugo. Vastu šastre se ukvarjajo z gradnjo arhitekture – gradnjo hiš, utrdb, templjev, stanovanj, ureditvijo vasi in mest itd.

## Opis
Šilpa (शिल्प) se nanaša na katero koli umetnost ali obrt v starodavnih indijskih besedilih, medtem ko šastra pomeni znanost. Šilpa šastra skupaj pomeni znanost o umetnosti in obrti. Starodavna sanskrtska besedila uporabljajo izraza šilpin (शिल्पिन्, umetnik) in šilpini (शिल्पिनी, umetnica) za umetnike in obrtnike, medtem ko se šilpani nanaša na umetniška dela človeka.
Pomen šilpa je po Stelli Kramrisch kompleksen. Piše, da je sestavljen iz »umetnosti, spretnosti, obrti, dela, iznajdljivosti, obreda in rituala, oblike in ustvarjanja«. Razpon obrti, ki jih zajema izraz šilpa, se razteza na vse vidike kulture, vključno kipar, lončar, parfumer, kolar, slikar, tkalec, arhitekt, plesalec, glasbenik, umetnost ljubezni in drugi. Starodavna indijska besedila trdijo, da je število umetnosti neomejeno, uporabljajo štiriinšestdeset kala (कला, tehnike) in dvaintrideset vidja (विद्या, področja znanja). Šilpa je obravnavana v Agamah, Puranah in Vastu šastra, kjer je povezana z mitologijo Višvakarme (rokodelsko božanstvo in božanski arhitekt dev v sodobnem hinduizmu).

## V slikarstvu
Šilpa šastra vključuje poglavja o slikah, tako miniaturnih kot velikih. Narada Šilpa šastra na primer posveča 66. in 71. poglavju slikanju, medtem ko Sarasvati Šilpa šastra opisuje različne vrste čitra (polno slikanje), ardhačitra (skiciranje), čitrabhasa (komunikacija skozi slikanje), varna samskara (priprava barv).
Druge starodavne Šilpa šastra na slikah vključujejo Višnudharmotara Purana in Čitralakšana, prva je na voljo v sanskrtu, medtem ko sta edini ohranjeni kopiji druge v tibetanščini (obe sta bili prvotno napisani na brezovem lubju in sta bili prevedeni v angleščino in nemščino). Te sanskrtske razprave obravnavajo naslednje vidike slike: meritve, proporce, perspektivo gledalca, mudre, čustva in rasa (pomen). Takšen pristop k indijskim slikam, pravi Isabella Nardi, naredi Šilpa šastra ne le za kanonične tekstovne vire, ampak tudi za sredstvo za prenos znanja in duhovnih tem.

## V mizarstvu
Prvo poglavje Šilpa šastra Manasara razpravlja o merilnih načelih za tesarstvo. Različica besedila Majamata iz Tamil Naduja iz 9. stoletja in različica Šilparatna iz Odiše iz 16. stoletja opisujeta takšako in vardhaki kot lesene šilpine; takšaka ima znanje o vrstah lesa in se ukvarja z umetnostjo rezanja lesa, medtem ko ima vardhaki znanje o oblikah lesa in se ukvarja z umetnostjo tesarstva. Ena najzgodnejših omemb mizarskih umetnosti je v 9. knjigi, 112. poglavju Rigvede. Med gradnjo hindujskega templja je bilo tudi za tesarstvo bistvena Šilpa šastra.

## V metalurgiji
Vede, zlasti Atharva veda in Sthapatja veda, opisujejo številne vrste umetnosti in obrti v svoji razpravi o Šilpa šastra in Jantra Sarvasva. Rigveda, navaja Ravi, omenja opremo, ki se uporablja pri vlivanju, kot so dhamatri (kupola), gharma aranmaja (lonček) in bhastri (puhalo). Te razprave so v kontekstu ustvarjanja idolov in opisujejo pravila za doseganje najboljše talmane (sorazmerja), mudre (drže) in bhave (izraza).
Sanskrtska besedila, kot sta Šilparatna in Manasara, podrobno opisujejo postopek in načela umetniškega dela s kovinami, zlasti za zlitine, kot je pančadhatu (pet kovin – cink, kositer, baker, srebro in zlato) in aštadhatu (osem kovinske zlitine – ki pančadhatuju doda železo, svinec in živo srebro). Postopek ulivanja Madhučista Vidhana (cire perdue ali izgubljeni vosek) je postopek, o katerem se najbolj razpravlja v teh starodavnih Šilpa šastra s kovinami. Kirk nakazuje, da so se te šastre razširile iz Indije v druge starodavne kulture v Aziji.
Medtem ko obstajajo empirični dokazi o visoko čisti metalurgiji in umetniških delih z drugimi kovinami, so bile nekatere starodavne Šilpa šastra izgubljene. Na primer, železni steber iz 5. stoletja v Delhiju, ki meri 23 čevljev, tehta 6 ton in vsebuje 99,72 % železa, ne da bi kazal kakršne koli znake rje, je empirični dokaz o stanju metalurške umetnosti v Indiji v 5. stoletju.

## IzobraževanjeŠilpa šastrav starodavni Indiji
Brez ovir
Umetnost je bila v starodavni Indiji domena vseh razredov in spolov. Starodavna besedila Parašare navajajo, da se je z vsemi obrtmi ukvarjal kdorkoli, ne glede na poklic družine. Budistične Džatake omenjajo brahmanske tesarje, besedilo Baudhajana iz 4. stoletja opisuje graditelje voz, tesarje, opekarje, lončarje in kovinske delavce ljudi, ki so razvrščeni kot Kšatriji, Vaišje in Šudre. Suttavibhanga opisuje gradbenike in kolarje, rojene očetom Šudra in materam Brahmana. Zlatarji v Maharaštri so vključevali otroke, rojene v živinorejskih družinah. V dolini Asam ni posebne skupnosti, ki bi se ukvarjala izključno s tradicionalnimi obrtmi, kot sta bambus in trs. Dandanes to počnejo zlasti kmetje, ne glede na kasto, skupnost ali vero.
Vajeništvo
Vajenci so se pridružili in se usposabljali pri mojstrih. Najboljši so bili sprejeti in priznani kot člani različnih umetniških cehov. Usposabljanje se je začelo že v otroštvu in je vključevalo študije o darmi, kulturi, branju, pisanju, matematiki, geometriji, barvah, orodjih, pa tudi poslovnih skrivnostih – to so imenovali Tradicija.
Cehi
V starodavni Indiji je šilpins ustanovil śreṇi (cehe). Vsak ceh je oblikoval svoje zakone in kodeks ravnanja, enega starodavnih hindujskih in budističnih kraljev Indije, ki so ga spoštovali po tradiciji. V nekaterih primerih je kralj določil zakone cehov; v nekaterih primerih je imel kraljev blagajnik zadnjo besedo in je služil kot sodnik različnih cehov v kraljestvu. Ti cehi so v 1. tisočletju pred našim štetjem vključevali vse tiste, ki so se ukvarjali z umetnostjo, ne glede na umetnikovo kasto ali vero. Dohodek vsakega ceha je izviral iz pristojbin, ki so jih plačali novi člani, ki so se pridružili cehu, iz glob za tiste, ki kršijo kodeks ravnanja, ki ga je določil ceh, in dajatev na orodje, ki se uporablja za to umetnost. Cehi so izvajali tudi dobrodelne namene in podarjali kolektivna umetniška dela svojih članov templjem in drugim družbenim delom. Ob festivalih in družabnih praznovanjih je vsak ceh prispeval svoj nastop in paviljone z zastavami in emblemi.
Umetnost je duhovna
Ustvarjalnemu delu in umetnikom so bile v starodavni indijski kulturi priznane sankcije zakramenta, ugotavlja Stella Kramrisch. Umetnik v svoji umetnosti izraža duhovnost in svetost. To prepričanje se v sodobni Indiji še naprej kaže v obliki obredov, kjer na jesenskem prazniku (Dašahra) obrtniki v nekaterih delih Indije častijo svoje orodje s kadilom, rožami in neoluščenim rižem.
Brhat Samhita v verzih 57.10-11 opisuje prakso tesarjev, ki molijo in iščejo odpuščanje drevesa, preden ga posekajo za les. Sekiro, s katero so posekali drevo, so namazali z medom in maslom, da bi čim manj poškodovali drevo, ki je veljalo za živo bitje. Na obrt so gledali kot na uporabo esence puruše (univerzalnih načel) na dele narave, da bi jo spremenili v umetniško delo.